# ロジャー・ヤングのバラード
ロジャー・ヤングのバラード(The Ballad of Rodger Young)は、アメリカの軍歌。フランク・レッサーによって第二次世界大戦末期の1945年3月に発表された。1943年7月31日、日本軍の機銃陣地を攻撃する際に戦死したロジャー・ウィルトン・ヤング一等兵を題材としており、歌詞の内容はヤングが死後追贈された名誉勲章の勲記に沿ったものである。

## 作曲の経緯
レッサーは陸軍放送局に所属する一等兵だった頃に『ロジャー・ヤングのバラード』を作詞した。
陸軍放送局ではハリウッドのタレントやスタッフ、そして専属のオーケストラを用いて1日2回の志願兵募集番組を作成・放送しており、レッサーの任務は募集歌の作詞・作曲であった.。
レッサーがどのような経緯でこの歌を作成したのかは明らかになっていない。いくつかの文献では、彼の娘の言うところの「何らか『歩兵の歌』に相応しいもの」を陸軍が要求した為に作曲にあたったとされているが、一方でレッサーの友人でもある歩兵科広報官E・J・カーン・ジュニアからの要求が作曲の発端とする文献もある。
いずれにせよ歩兵に関する歌を作る事になったレッサーは、名誉勲章受賞者を題材にする事に決め、受章者一覧を取り寄せている。
多くの「やたら扱いにくい"るつぼ"の名前」を除外した後、彼は「実にWASPらしい名前」、すなわち「ロジャー・ウィルトン・ヤング」の名を発見した。しかし名前で選んだという理由は政治的にも非常に聞こえが悪いとされ、陸軍とレッサーは「友人のハーモニカ奏者ラリー・アドラーからヤングに関する物語を聞かされた」という架空の作曲理由を設ける事で同意した。

## 発表と評判
こうして作曲された『ロジャー・ヤングのバラード』は、アール・ライトソンがギター伴奏に乗せて歌ったものが1945年初頭にメレディス・ウィルソンの番組で初めて放送された。当初は商業的な成功をおさめる曲ではないと見なされ、唯一バール・アイヴスのレコード『The Foggy, Foggy Dew』のB面に収録された。広報歌という性質上、何らかのチャートにその名を載せる事は無く、当時の人気を具体的に証明する者は存在しない。
しかしその後、この曲は広く紹介される事となり、これをウィリアムとナンシー・ヤングは「長らく求められていた後援」と評した。1945年3月5日のLIFE誌は、111ページから117ページまでを『ロジャー・ヤングのバラード』の紹介に割き、陸軍では演奏のためにコンバット・インファントリ・バンド(Combat Infantry Band)を結成した。1949年にロジャー・ヤングの遺骨が帰国すると、再びこの歌への関心が高まり、同年には高い売上を記録したという。
その後、いくらかの作家や作曲家によってこの曲は戦中戦後を通じて人気のあった曲として紹介されるようになった。例えばジョン・ブッシュ・ジョーンズ(John Bush Jones)は、この曲を「一つの感動」、「単純ながら影響強い曲」、「当時のアメリカ人に大きな衝撃を与えた」などと評している。M・ポール・ホルシンガー(M. Paul Holsinger)は、ライトソンによる録音が戦時中に最も求められた曲の1つになったと評しており、また陸軍バンドの団員フランク・F・マティアス(Frank F. Mathias)は、その後この曲がアメリカ歩兵によって「最も愛されるテーマ」になったと語っている。

## 歌詞
以下の歌詞はLIFE誌に掲載されたものを元にしている。

### 元歌詞
| 1. Oh, they've got no time for glory in the Infantry. Oh, they've got no use for praises loudly sung, But in every soldier's heart in all the Infantry Shines the name, shines the name of Rodger Young. Shines the name — Rodger Young, Fought and died for the men he marched among. To the everlasting glory of the Infantry Lives the story of Private Rodger Young. 2. Caught in ambush lay a company of riflemen — Just grenades against machine guns in the gloom — Caught in ambush till this one of twenty riflemen Volunteered, volunteered to meet his doom. Volunteered — Rodger Young, Fought and died for the men he marched among. In the everlasting annals of the Infantry Glows the last deed of Private Rodger Young. 3. It was he who drew the fire of the enemy That a company of men might live to fight; And before the deadly fire of the enemy Stood the man, stood the man we hail tonight. Stood the man — Rodger Young, Fought and died for the men he marched among. Like the everlasting courage of the Infantry Was the last deed of Private Rodger Young. | 4. On the island of New Georgia in the Solomons, Stands a simple wooden cross alone to tell That beneath the silent coral of the Solomons, Sleeps a man, sleeps a man remembered well. Sleeps a man — Rodger Young, Fought and died for the men he marched among. In the everlasting spirit of the Infantry Breathes the spirit of Private Rodger Young. 5. No, they've got no time for glory in the Infantry, No, they've got no use for praises loudly sung, But in every soldier's heart in all the Infantry Shines the name, shines the name of Rodger Young. Shines the name — Rodger Young, Fought and died for the men he marched among. To the everlasting glory of the Infantry Lives the story of Private Rodger Young. |

### 日本語訳
| 1.おお、歩兵に栄光の時間などありはしない。 おお、声高な称賛の歌も求めやしない。 だが全ての歩兵の軍人魂には、 その名が輝く、ロジャー・ヤングの輝かしい名が。 輝かしい名、ロジャー・ヤング。 共に歩んだ戦友のために戦い、死んだ男。 永遠に歩兵の栄光として生き続ける。 ロジャー・ヤング一等兵の物語。 2. 待ち伏せを受けた小銃兵中隊、 暗がりで機銃巣に手榴弾で立ち向かった男。 待ち伏せされた20人の小銃兵の1人、 志願したのだ、自らの運命に従い志願したのだ。 志願者、ロジャー・ヤング。 共に歩んだ戦友のために戦い、死んだ男。 永遠に歩兵の記録として語り継がれよう。 ロジャー・ヤング一等兵の最後の栄光よ。 3. 彼は敵の銃火に引き裂かれた。 敵と戦おうとした中隊の兵士。 そして敵が最後の銃撃を行おうとした時 男が立っていた、我らが今宵称えた男が立っていた。 男が立っていた、ロジャー・ヤング。 共に歩んだ戦友のために戦い、死んだ男。 歩兵の永遠の勇気を体現したのだ。 ロジャー・ヤング一等兵の最期の偉業。 | 4.ソロモン諸島はニュージョージア島に 物語を伝えるちっぽけな木の十字架が立っている。 ソロモンの静かなサンゴ礁の下に 男は眠る、記憶されし男は眠る。 男は眠る、ロジャー・ヤング。 共に歩んだ戦友のために戦い、死んだ男。 永遠なる歩兵の魂として ロジャー・ヤング一等兵の魂は息づく。 5. おお、歩兵に栄光の時間などありはしない。 おお、声高な称賛の歌も求めやしない。 だが全ての歩兵の軍人魂には、 その名が輝く、ロジャー・ヤングの輝かしい名が。 輝かしい名、ロジャー・ヤング。 共に歩んだ戦友のために戦い、死んだ男。 永遠に歩兵の栄光として生き続ける。 ロジャー・ヤング一等兵の物語。 |